# Haut Enseignement Commercial pour les jeunes filles

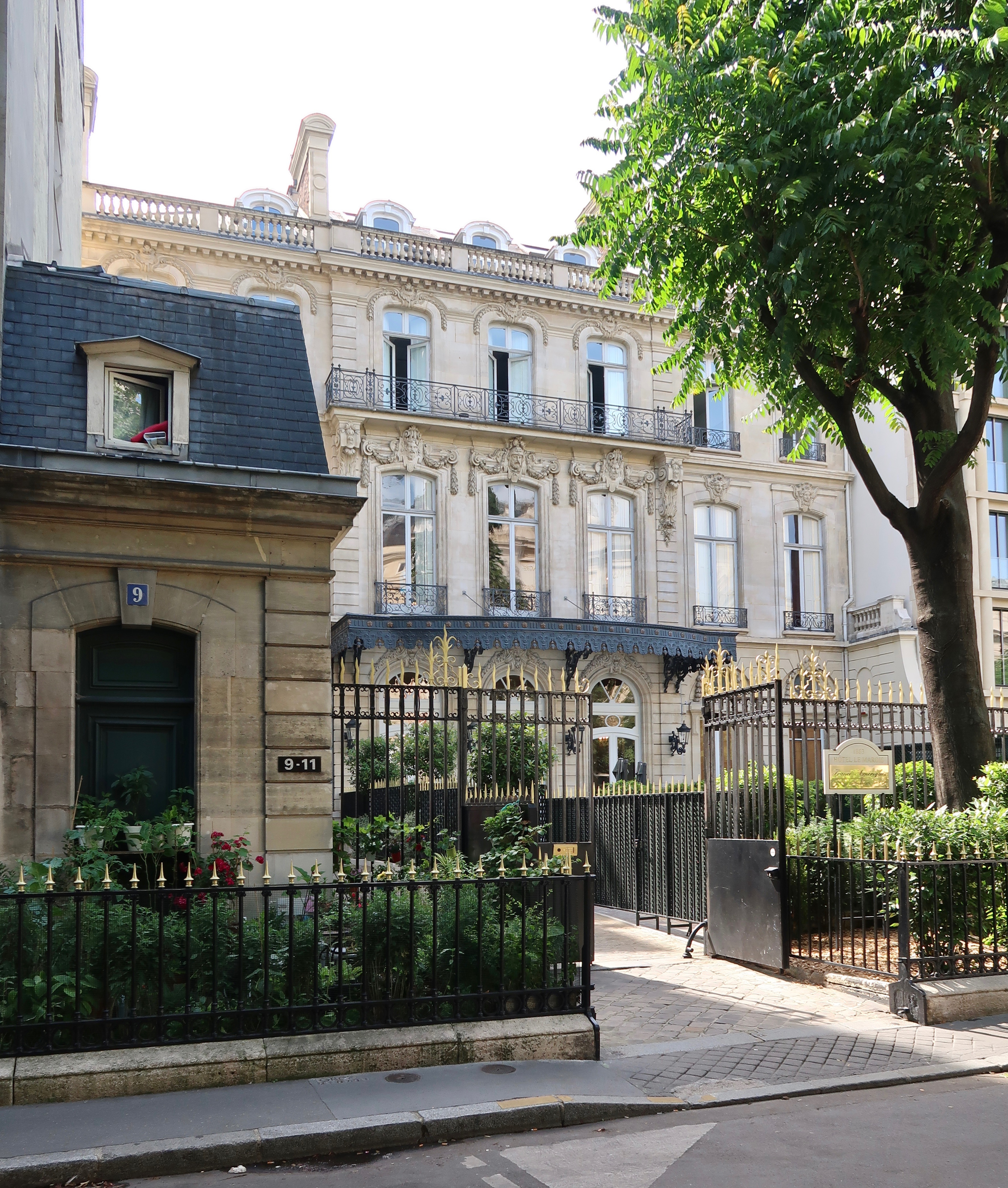

Haut Enseignement Commercial pour les jeunes filles (vanligare HEC Jeunes Filles) är en fransk högre skola för handel och ledning, reserverad för kvinnor, som verkade från 1916 till 1975. HECJF är en statligt erkänd examen i Frankrike. Diplomet gjorde det möjligt för ekonomi och ledning att undervisas i grundskolor och gav poäng för att bli en offentlig revisor.
Ursprungligen kallad EHEC, döptes skolan om till HEC Jeunes Filles vid sin befrielsen av Paris.
HECJF uppgick 1975 i HEC Paris.
Sedan den 1 januari 2013 är HECJF Alumnae fullvärdig medlem i HEC Alumni.

## Kända akademiker
- Édith Cresson, fransk socialistisk politiker